# Berts dagbok (film)
Berts dagbok är en svensk familjefilm från 2020, regisserad av Michael Lindgren. Filmen är baserad på Berts universum av Anders Jacobsson och Sören Olsson med huvudrollen Bert spelad av Hugo Krajcik.
Filmen hade premiär i Sverige den 5 augusti 2020, utgiven av SF Studios.

## Handling
När filmen börjar har Bert Ljung sin första dag på högstadiet tillsammans med sina kompisar Åke och Lill-Erik. På skolan finns det en tjej som alla beundrar, Yoghurt-Leila. Hon går i nian, hon är både reklammodell och cool vilket gör att ingen kan släppa blicken från henne, inte minst Bert som direkt faller för henne. Problemet är att Bert inte vet hur han ska få hennes uppmärksamhet. Han testar att fråga sin nya klasskompis Amiera om hjälp eftersom hon är lillasyster till Leila.

## Rollista (i urval)
- Hugo Krajcik – Bert Ljung
- Julia Pirzadeh – Amira
- Frank Dorsin – Åke
- Yussra El Abdouni – Leila
- Arvid Bergelv – Lill-Erik
- Frode Östlin Westman – Klimpen
- Nea Nohrstedt – Thora
- Helena Lindegren – Mamma Madeleine
- David Wiberg – Pappa Fredrik
- Suzanne Reuter – Mormor Svea
- Isa Aouifia – Farrokh
- Elsa Öhrn – Emma
- Martin Iliou – Klimpens pappa
- David Boati – Lill-Eriks pappa
- Björn Gustafsson – Lynx / Lo
- Ana Gil de Melo Nascimento – Natasha
- Filip Berg – Jeans-Stefan
- Per Andersson – Rektor Göran Bergdahl
- Henrik Dorsin – Chaufför turnébuss